# Kalle Ankas Pocket 7: Farbror Joakim på stridshumör
Farbror Joakim på stridshumör är Kalle Ankas Pocket nummer 7 och publicerades i februari 1971.

## Innehåll

### TV-trolleri
Joakim brukar sätta sig bekvämt till rätta i bankvalvet och titta på TV. På avsatsen utanför fönstret står dock en mystisk gäst och tittar på TV gratis. Med en fälla från Oppfinnar-Jocke lyckas Joakim fånga denna. Det är Tyra Trollpacka som älskar programledaren i 10 000-kronorsfrågan men inte har någon egen TV. Joakim lovar att ge henne en apparat om hon får vara med i TV. På Joakims TV-kanal är de inte intresserade av henne. På kvällen är Kalle Anka programledare för ett av Joakims TV-program. Tyra trollar så att allting går fel när Kalle ska förevisa Joakims elektriska tandborste.

### Farbror Joakim och Magica de Hex
Joakim ska reparera sitt stora hus och kör alla värdesaker till kassavalvet. Magica de Hex har återkommit till Ankeborg och när hon med magi ska ta sig in i valvet misslyckas alla hennes trollformler. Även Björnligan vill bryta sig in i valvet men problemet är larmet skulle gå om de gjorde ett allvarligt försök. Magica kan dock trolla så att ett larm kan fås att låta som ljuv musik. Björnligan tar sig in i valvet medan larmsignalen låter som näktergalen. Men Björnligan lurar Magica och sticker med alla pengar och turkronan.

### Farbror Joakim blir bortrövad
Landet Ruinitanien hotas av statsbankrutt och dess ledande män bestämmer sig för att kidnappa världens främste finansexpert, Joakim von Anka. Joakim lyckas vända utvecklingen och gör landet framgångsrikt. Men med Joakim frånvarande hotas Ankeborg av ekonomisk kris. När myndigheterna i Ankeborg planerar att beslagta kontanterna i kassavalvet reser Kalle och Knattarna till Ruritanien för att hämta hem Joakim.

### Kalle Anka på okänd planet
Oppfinnar-Jocke har byggt en raket för att flyga till Mars. Raketen fortsätter dock förbi och landar på en tidigare okänd planet. Kungen på planeten är dyster men när Jocke ger honom ett exemplar av Kalle Ankas Pocket blir kungen glad igen. Kungen vill träffa Kalle, skickar sina män till Ankeborg och kidnappar Kalle. Kalle använder radio för att kontakta Joakim och talar om att planeten är gjord av guld - några timmar senare kommer Joakim och Knattarna för att hämta hem dem.

### Kalle Anka ser in i framtiden
Joakim, Kalle och Knattarna är ute på lyxkryssning. Med ombord är Björnligan som lurar Kalle att han kan spå framtiden. Snart är Joakim övertygad om Kalles färdighet och ger sig in på vadslagning.

### Kalle Anka och det ruinerande arvet
Joakim får ärva en avlägsen släkting, Skänkman. Arvet är nyckeln till ett bankfack men banken kräver 1 500 kronor för 20 års hyra innan facket får öppnas. Joakim bestämmer sig då för att försvinna så att Kalle får ärva, övertygad om att Kalle skulle betala utan att tveka. Joakim gömmer sig i en stuga vid en fiskesjö. Kalle sörjer sin farbror i tre dagar innan han sätter igång att "slösa" bort arvet, miljarders miljarder, efter Joakim.

### Kalle Anka på ångvältsrally
På miljonärsklubben har miljardären Lycklige Laban utmanat Joakim på ångvältsrally. Joakims gamla ångvält Asfaltdrottningen är dock en skräphög. Kalle och Knattarna får köra den i rallyt till Småstad. Lycklige Laban och hans förare Alexander Lukas tar till fula tricks för att vinna.

## Tabell
| Serie nummer | Namn                                | Ritad av          | Manus                              | Originaltitel                       | Kommentar     |
| ------------ | ----------------------------------- | ----------------- | ---------------------------------- | ----------------------------------- | ------------- |
| 1            | Snabb ekonomi                       | Carl Barks        | Carl Barks                         | History Tossed                      | -             |
| 2            | Inledning                           | Giuseppe Perego   | Gian Giacomo Dalmasso              | Prologo a "Paperallegria"           | Ramberättelse |
| 3            | TV-trolleri                         | Luciano Bottaro   | Luciano Bottaro                    | Zio Paperone e il telescrocco       | -             |
| 4            | Farbror Joakim och Magica de Hex    | Luciano Gatto     | Abramo Barosso, Gian Paolo Barosso | Zio Paperone e la duplice alleanza  | -             |
| 5            | Farbror Joakim blir bortrövad       | Giorgio Bordini   | Rodolfo Cimino                     | Zio Paperone e la confisca dei beni | -             |
| 6            | Kalle Anka på okänd planet          | Luciano Gatto     | Luciano Gatto                      | Paperino e il tandem spaziale       | -             |
| 7            | Kalle Anka ser in i framtiden       | Giulio Chierchini | ?                                  | Paperino e le scommesse             | -             |
| 8            | Kalle Anka och det ruinerande arvet | Luciano Bottaro   | Carlo Chendi                       | Zio Paperone e la costosa eredità   | -             |
| 9            | Kalle Anka på ångvältsrally         | Giorgio Bordini   | Osvaldo Pavese                     | Paperino e il rally dei rulli       | -             |